# Carrefour des mondes
Carrefour des mondes (titre original : Halfway House) est une nouvelle de science-fiction de Robert Silverberg.

## Publications
Entre 1966 et 2014, la nouvelle a été éditée à quinze reprises dans des recueils de nouvelles de Robert Silverberg ou des anthologies de science-fiction.

### Publications aux États-Unis
La nouvelle est parue en novembre 1966 sous le titre Halfway House dans le magazine If.
Elle a ensuite été régulièrement rééditée dans divers recueils de Robert Silverberg et diverses anthologies.

### Publications en France
La nouvelle est publiée en France :
- dans Les Fleurs pourpres, sous le titre La Maison à mi-chemin, éditions OPTA, 1967, Galaxie-bis, n° 5/44 ;
- dans l'anthologie Les Chants de l'été, éd. J'ai lu, no 1392, novembre 1982 ; réédition en 1991 ;
- en 2002, dans le recueil Le Chemin de la nuit, avec une traduction de Corinne Fisher, avec une nouvelle édition en livre de poche chez J'ai lu en 2004. Elle est donc l'une des 124 « meilleures nouvelles » de Silverberg sélectionnées pour l'ensemble de recueils Nouvelles au fil du temps, dont Le Chemin de la nuit est le premier tome.

### Publication en Grande-Bretagne
La nouvelle a été publiée en Grande-Bretagne dans l'anthologie To the Dark Star (1991).

### Publications en Allemagne
La nouvelle est parue en Allemagne :
- en 1972 sous le titre Die Mittelstation ;
- en 1975 sous le titre Zwischenstation.

## Résumé
Alfieri se présente au Carrefour des mondes, où des extraterrestres reçoivent des humains qui veulent se faire soigner. Là, soit on accède à leur requête, soit on leur refuse les soins. Cuor interroge Alfieri quand il se présente : pourquoi sa vie devrait-elle être prolongée ? Alfieri plaide pour sa cause, et l'extraterrestre accède à sa demande, à la condition qu'il travaille pendant cinq ans au Carrefour des mondes après les soins. Acculé, Alfieri accepte. Remplaçant Cuor, qui vient de finir son mandat de cinq ans, il devient lui-même l'un des coordinateurs chargés de dire qui doit être soigné, et qui ne le sera pas…